# Praça dos Exageros
A Praça dos Exageros é uma praça e ponto turístico em Itu, no interior de São Paulo.  A praça inaugurada em 23 de agosto de 2012 contém diversas esculturas em dimensões gigantes, incluindo um jogo de xadrez, formigas e joaninhas e um boneco do personagem Simplício vestindo a camisa do Ituano Futebol Clube.
A fama de Itu como Cidade dos Exageros foi motivada pelo personagem Simplício, do ator Francisco Flaviano de Almeida, que falava sobre a enormidade dos elementos da cidade no programa humorístico A Praça é Nossa.